# Камнев, Владимир Николаевич
Владимир Николаевич Петерс (24 сентября 1916 года сменил фамилию на Камнев), генерал-майор РИА, русский и советский военный деятель и военный педагог. Тесть Г.Э.Лангемака.

## Биография
Родился 11 (23) августа 1864 года в Павловске, Царскосельский уезд, Санкт-Петербургская губерния. На военной службе с 1884 года. После окончания в 1886 году Николаевского кавалерийского училища выпущен корнетом в лейб-гвардии Конно-Гренадерский полк. В августе 1890 года произведён в поручики, а в мае 1894 года — в штабс-ротмистры гвардии.
После окончания по 1 разряду Николаевской академии Генерального штаба в 1894 году назначен старшим адъютантом штаба 31-й пехотной дивизии. С января 1898 года и до декабря 1899 года — обер-офицер для поручений при штабе Киевского военного округа. В декабре 1899 года произведён в подполковники и прикомандирован к Чугуевскому пехотному юнкерскому училищу для преподавания военных наук. В марте 1900 года назначен старшим адъютантом штаба Киевского ВО. 
В апреле 1903 года переведён на должность начальника штаба 3-й кавалерийской дивизии, а в декабре того же года произведён в полковники. С февраля 1907 года и до июля 1910 года — начальник штаба Севастопольской крепости. 
В июне — августе 1910 года командовал 8-м уланским Вознесенским полком, а затем назначен начальником Елисаветградского кавалерийского училища (1910–1914).
В сентябре 1910 года за отличие по службе пожалован чином генерал-майора.
Командуя с мая 1915 года 14-й кавалерийской дивизией XIV армейского корпуса, участвовал в Первой мировой войне, был ранен. С февраля 1916 года находился в резерве чинов Петроградского ВО. В июле того же года назначен исполнять должность начальника императорской Николаевской военной академии. 
После Октябрьской революции демобилизован. 
С 1918 года — заведующий 2-ми Петроградскими кавалерийскими курсами. В 1919 года во главе отряда, в состав которого входили вверенные ему курсы, принимал участие в обороне Петрограда от войск Н.Н. Юденича. 15 июля 1919 года вновь включен в списки Генштаба. С февраля 1921 года — начальник 2-й Петроградской кавалерийской школы, преподаватель тактики .
С 14 апреля 1924 года — преподаватель общетактического плана военной школе летчиков-наблюдателей. В 1929 году после перевода школы в другой город, уволен из рядов РККА по возрасту. 
На 1937 год являлся заведующим учебной частью средней школы для взрослых при Артиллерийской академии в Ленинграде. Арестован в ноябре 1937 года. Обвинялся по ст. 58-6-8-11 УК РСФСР. Расстрелян 8 января 1938 года без суда, на основании отношения наркома госбезопасности Н.И. Ежова № 450118 от 6 января 1938 г. Реабилитирован 22 октября 1957 года.
Адрес в Ленинграде: 7-я Красноармейская улица, дом 2, кв. 85.

#### Семья
Жена — Юлия Борисовна Камнева (1863—1942), погибла в блокадном Ленинграде.
- Дочь — Елена Владимировна Камнева (1901—1972) — жена одного из создателей первых реактивных снарядов в СССР Г.Э.Лангемака. После ареста и расстрела мужа выслана в Казахстан как «член семьи изменника Родины». Реабилитирована в 1955 году[6].

Сыновья:
- Александр Владимирович Камнев (ум. в 1914), офицер, скоропостижно скончался, приехав в отпуск с фронта.
- Николай Владимирович Камнев (1896—?). В 1910–1915 годах учился в Елизаветградской мужской гимназии в одном классе с Виктором Лангемаком, старшим братом Г.Лангемака.
- Алексей Владимирович Камнев (1897—после 1929). В 1910–1916 годах учился в Елизаветградской мужской гимназии в одном классе с Георгием Лангемаком. Офицер, участник Белого движения. Эвакуирован в Катарро (КСХС) на корабле «Истерн-Виктор». Жил в Чехословакии, преподавал вместе с женой в русской реальной гимназии в г. Моравска Тршебова, в 1922–1926 гг. — член Союза русских педагогов в Чехословакии.[7]
- Владимир Владимирович Камнев (1899—?)
- Петр Владимирович Камнев (1905—после 1955)[8], кандидат технических наук[9], доцент кафедры технологии машиностроения в Ленинградском инженерно-экономический институте (ЛИЭИ). В период «оттепели» добился реабилитации отца.

## Награды
- Орден Святого Станислава 3-й степени (1896)
- Орден Святой Анны 3-й степени (1899)
- Орден Святого Станислава 2-й степени (1902)
- Орден Святой Анны 2-й степени (1906)
- Орден Святого Владимира 4-й степени (1909; 14 (27) февраля 1910)
- Орден Святого Владимира 3-й степени с мечами (Высочайший приказ от 23 ноября (6 декабря) 1914)